# Natalus
Genre
Natalus est un genre de chauves-souris, appelées aussi natalidés.

## Liste des espèces
Selon ITIS:
- Natalus lepidus (Gervais, 1837) - chauve-souris papillon
- Natalus micropus Dobson, 1880
- Natalus stramineus Gray, 1838 - natalide isabelle ou natalide paillée
- Natalus tumidifrons (Miller, 1903)
- Natalus tumidirostris Miller, 1900

Selon MSW:
- Natalus jamaicensis
- Natalus major
- Natalus primus
- Natalus stramineus
- Natalus tumidirostris